# Archispirostreptus guineensis
Archispirostreptus guineensis är en mångfotingart som beskrevs av Filippo Silvestri 1897. Archispirostreptus guineensis ingår i släktet Archispirostreptus och familjen Spirostreptidae. Inga underarter finns listade i Catalogue of Life.